# LeoVegas
LeoVegas AB es una empresa sueca de juegos móviles y proveedor de servicios de apuestas deportivas y casinos en línea, como tragamonedas de video, video póker y apuestas en vivo a varios mercados internacionales. LeoVegas Gaming Ltd. es una subsidiaria de LeoVegas AB, la empresa matriz cuyas acciones se cotizan en la Bolsa de Estocolmo.
Hoy el grupo tiene más de 900 empleados y es una de las compañías líderes de juegos móviles en Europa, posicionada como la número uno en casinos móviles. LeoVegas.com se lanzó en 2012 y desde entonces ha sido reconocido por su innovación galardonada y su fuerte crecimiento.

## Historia
Leovegas fue fundada en 2011 por Gustaf Hagman (CEO del Grupo) y Robin Ramm-Ericson (Presidente de la Junta y Director Gerente de LeoVentures) con la visión de crear la mejor experiencia de juego móvil y ser el número uno en casino móvil.
LeoVegas ha experimentado un rápido crecimiento debido al aumento abrumador del uso de teléfonos inteligentes y la mentalidad de "móvil primero" (mobile first) de sus fundadores. Hagman declaró que la compañía "nació del teléfono inteligente, que hoy es el canal de entretenimiento de más rápido crecimiento". Como resultado, la compañía tiene más de 700 empleados que trabajan para el proveedor.
La oferta inicial del mercado de valores de la empresa en la bolsa de valores de Estocolmo tuvo lugar el 17 de marzo de 2016. Los asesores financieros en la transacción fueron Carnegie Investment Bank y SEB. En el momento de la cotización inicial de las acciones de la compañía, se suscribió en exceso.
Antes de la oferta pública de venta (OPV), LeoVegas anunció un aumento del 124% en los ingresos anuales de € 83m para 2015 en comparación con € 37m en el 2014. Los clientes que depositaron en ambos años y 2013 fueron los siguientes: 54,283 (2013), 100, 745 ( 2014), 202,498 (2015). En 2018, las ganancias totales del grupo fueron de 327,8 millones de euros, un 51% más en comparación con 2017.
El 13 de mayo de 2016, un mes antes del torneo de fútbol de la UEFA Euro 2016, LeoVegas lanzó su producto de apuestas deportivas LeoVegas Sport.
Después de unos años, la estrategia de expansión del grupo tomó forma con la entrada en numerosos mercados regulados. El 7 de julio de 2016, LeoVegas obtuvo una licencia de juego en Dinamarca. El 1 de marzo de 2017, LeoVegas también ingresó al mercado italiano de juegos de azar en línea, adquiriendo el 100% del operador italiano Winga s.r.l. por una tarifa declarada de 6 millones de euros. La plataforma y el sitio web en línea de Italia comenzaron a funcionar plenamente el 17 de noviembre de 2017.
La estrategia de expansión del grupo continuó el 27 de octubre de 2017, cuando LeoVegas adquirió el operador inglés Royal Panda por una tarifa reportada de 60 millones de euros, como parte del plan de la compañía para expandir sus actividades a mercados regulados y para consolidar su presencia en el mercado del Reino Unido. El 8 de diciembre de 2017, LeoVentures adquirió una participación mayoritaria del 51% en GameGrounds United, propietario de la red de transmisión de Casino Grounds.
El 7 de febrero de 2018, LeoVegas adquirió la licencia para operar en el mercado alemán.
En el mismo 2018, la compañía expandió aún más sus operaciones, adquirió un operador de casino de rápido crecimiento en el Reino Unido, hoy llamado Rocket X en marzo, y el 51% de las acciones de Pixel Holding Group Ltd, que administra el operador de apuestas de esports Pixel.bet. Pixel.bet tiene una licencia de cinco años en el mercado sueco.
Con Suecia convirtiéndose en un mercado regulado a principios de 2019, LeoVegas fue uno de los primeros plataformas de juego en línea en recibir la licencia del gobierno. Desde el 1 de enero de 2019, se le permitió operar completamente en el mercado del país nórdico.
El año 2019 vio a la compañía consolidar sus posiciones en los mercados regulados europeos, con la entrada en el nuevo mercado español al adquirir una licencia regular en julio y su presencia en mercados latinoamericanos como Brasil, Perú y Chile
.

## Operaciones
La sede de la empresa se encuentra en Estocolmo, mientras que la marca "LeoVegas" es propiedad de LeoVegas Gaming Ltd., con sede en Malta. El desarrollo técnico lo lleva a cabo una subsidiaria adicional del grupo, Gears of Leo, con sede en Suecia. La compañía tiene oficinas en Italia, Reino Unido y Polonia.[cita requerida]
El casino en línea y los productos de apuestas deportivas están autorizados y regulados bajo el servicio de la Autoridad de Lotería y Juegos de Malta (MGA). En el Reino Unido, la compañía opera de conformidad con los requisitos de la Comisión de Juego del Reino Unido y en Suecia al servicio de Spelinspektionen. Además, en realidad posee licencias regulares para operar bajo DGA (Autoridad Danesa de Juego), desde 2017 bajo ADM para operar en Italia y en 2019 de la Dirección General de Ordenación del Juego (DGOJ) para el mercado español.
Los principales mercados de LeoVegas son el Reino Unido y los países nórdicos (Suecia, Noruega, Dinamarca y Finlandia). La compañía también tiene presencia en otros países europeos, España, Italia y Alemania. Además, LeoVegas tiene una gran presencia en los países latinoamericanos, Chile y Perú, y en el resto del mundo (Canadá, Nueva Zelanda).
LeoVegas ofrece una serie de juegos de casino de proveedores de juegos, incluidos NetEnt, Yggdrasil, Evolution Gaming, IGT, Play N ’Go, Playtech, Microgaming, Authentic Gaming, Bally y WMS. Algunos de los juegos de casino ofrecidos son ruleta, blackjack y baccarat.
También ofrece una plataforma de apuestas deportivas, que utiliza la plataforma Kambi para la interfaz de usuario frontal, la compilación de probabilidades y la inteligencia del cliente.
LeoVegas utiliza tecnología de encriptación SSL para garantizar la protección de todos los datos personales y financieros.

## Compromiso y juego responsable
Como parte de su compromiso en el juego responsable, desde noviembre de 2017 LeoVegas ha decidido lanzar un sitio web independiente, llamado LeoSafePlay, con el objetivo de proporcionar a los clientes una plataforma gratuita que contenga muchos consejos y recomendaciones sobre Juego Responsable y cómo jugar en un camino seguro. Contiene información sobre los límites de juego que un cliente puede establecer en su cuenta, y un formulario anónimo para tener una revisión sobre sus propios hábitos de juego.

## Patrocinios
El 19 de junio de 2017, LeoVegas firmó un contrato de dos años con el club inglés de primera división Brentford Football Club para convertirse en su patrocinador principal Lo siguieron una semana después, el 26 de junio, al firmar un contrato de tres años con el Norwich City Football Club.
En enero de 2017, LeoVegas también firmó un patrocinio con el club de rugby de Premiership Leicester Tigers. En 2018, la asociación se extendió hasta 2020.
LeoVegas también es patrocinador del Malta Pride desde hace 3 años.

## Selección de premios y galardones ganados por LeoVegas
- 2013 - "Mejor innovación en casino del año", EGR Nordic Awards[29]
- 2014 - "Mejor producto móvil del año", EGR Nordic Awards[30]
- 2016 - "Operador móvil del año", "Operador de casino del año" y "Operador nórdico del año" EGR Nordic Awards[31][32]
- 2016 - "Operador de casino en línea del año", International Gaming Awards[33]
- 2016 - "Operador de casino del año", Gaming Intelligence Awards
- 2016 - "Mejor campaña de marketing móvil del año" y "Mejor campaña de CRM del año"
- 2017 - "Mejor operador de casino", EGR Nordic Awards
- 2017 - "Mejor aplicación", EGR Operator Innovation Awards
- 2018 - "Operador de casino del año", EGR Nordic Awards[34]
- 2018 - "Operador de casino del año", Premios SBC
- 2018 - "Mejor operador de apuestas deportivas". Premios nórdicos de EGR[34]
- 2018 - "Mejor casino en línea", Global Gaming Awards[35]
- 2019 - "Operador de casino del año", EGR Nordic Awards[36]
- 2019 - "Mejor operador móvil del año", International Gaming Awards[35]
- 2019 - "Casino en línea del año", Global Gaming Awards[37]
- 2019 - "Operador de casino del año", SBC Awards[38]
- 2019 - "Mejor innovación en casino del año", SBC Awards[38]
- 2020 - "Operador de juegos en línea del año", International Gaming Awards[39]
- 2021 - "Operador de juegos en línea del año", International Gaming Awards[40]
- 2022 - "Operador de juegos en línea del año", International Gaming Awards[41]